# Tlahoun Gèssèssè
Tlahoun Gèssèssè (en amharique : ጥላሁን ገሠሠ), également orthographié Tilahun Gessesse dans l'espace anglophone, né le 29 septembre 1940 à Waliso dans l'Oromia et mort le 19 avril 2009 à Addis Abeba, est un chanteur éthiopien devenu l'une des voix les plus reconnues de la chanson populaire éthiopienne et de l'éthio-jazz.

## Biographie
Appartenant à l'ethnie Oromo, Tlahoun Gèssèssè est le fils d'un certain Ayano mais il prend le nom de son beau-père d'origine amhara lorsque sa mère, Getee Gurmu, se remarie.
Il commence sa carrière en intégrant tout d'abord le théâtre Hager Fikir puis l'Orchestre de la Garde impériale, à l'âge de vingt ans, dont il devient le premier chanteur dans les années 1960. Il est alors considéré comme l'une des voix les plus importantes de la chanson populaire éthiopienne de la période 1960-1980, au moins au même titre que Mahmoud Ahmed, parfois comparé pour « son velouté » à Frank Sinatra. Tlahoun Gèssèssè a notamment chanté avec l'Ibex Band, le Walias Band et la chanteuse Bzunèsh Bèqèlè. Il a également collecté des fonds pour l'aide pendant les famines des années 1970 et 1980 et a gagné l'affection de la nation, a obtenu un doctorat de l'Université d'Addis-Abeba et a également remporté un prix pour l'ensemble de sa carrière de l'Ethiopian Fine Art and Mass Media Prize Trust.
De retour d'une série de concerts aux États-Unis, il meurt des complications de son diabète chronique à Addis Abeba le 19 avril 2009. Il reçoit un hommage national lors de ses obsèques célébrés le 22 avril à la cathédrale de la Sainte-Trinité d'Addis Abeba auxquels ont assisté, selon les médias, plus d'un million de personnes dont de nombreuses personnalités du pays (dont Mohammed Al Amoudi).

## Discographie partielle
La discographie suivante ne regroupe que les disques parus en Occident :
- 2000 : Greatest Hits – Ethio Sound
- 2002 :  Yetelash Yitela avec l'Ibex Band – Kokeb Records
- 2003 : Éthiopiques volume 17 – Buda Musique
- 2009 : Tlahoun Gèssèssè 1940 – 2009 (compilation) – L'Arôme Productions